# Коряк Василь Мусійович
 Коря́к Васи́ль Мусі́йович (нар. 14 січня 1942, c. Яри, тепер — Ковалівка — †29 січня 2015, Вінниця) — поет-гуморист, сатирик, педагог. Був членом Національної спілки письменників України від 2004 р.

## Біографія
Народився 14 січня 1942 р. в с. Яри (тепер — Ковалівка) Немирівського району Вінницької області. Закінчив фізико-математичний факультет Вінницького педагогічного інституту (1964). Працював учителем фізики в Сугаках Могилів-Подільського району (1962–1963), Стрільчинцях Немирівського району (1964–1966) та школі № 2 м. Вінниці (1966). У 1970–1984 рр. викладав фізику у Вінницькій філії Київського торговельно-економічного інституту, а з 1984 р. — у Вінницькому педінституті.

Помер 29 січня 2015 р. Похований у Вінниці на П'ятничанському кладовищі.

## Творчість[4]
Писав гуморески, фейлетони і байки. Твори друкувалися в колективних збірках «Веселий ярмарок» (1986), «Чарка підвела» (1989), альманасі «Горизонт» (1987), журналах «Перець» і «Старт», у багатьох районних, обласних та республіканських газетах. 

Окремими виданнями вийшли авторські збірки сатири і гумору:
- Рай і пекло . — Вінниця, 1997.
- Сміх лікує всіх . — Вінниця, 2001.
- Шифрограми з курорту . — Вінниця, 2006.

## Літературні премії
- Всеукраїнська літературно-мистецька премія імені Степана Руданського (1999).
- Степендіат Вінницької обласної ради та облдержадміністрації[5]